# اسکرسبی (دهانه)
اسکرسبی یک دهانه برخوردی در ماه‌ است.

## دهانه‌های اقماری
این دهانه ۵ دهانه اقماری دارد.
| Scoresby | عرض جغرافیایی | طول جغرافیایی | قطر          |
| -------- | ------------- | ------------- | ------------ |
| Q        | ۷۷.۴° N       | ۸.۷° E        | ۴۰.۰ کیلومتر |
| P        | ۷۵.۸° N       | ۱۳.۰° E       | ۲۶.۰ کیلومتر |
| K        | ۷۶.۳° N       | ۲.۹° E        | ۲۳.۰ کیلومتر |
| M        | ۷۵.۶° N       | ۸.۱° E        | ۵۴.۰ کیلومتر |
| W        | ۷۴.۵° N       | ۱۱.۲° E       | ۱۰.۰ کیلومتر |